# Tiger Lou

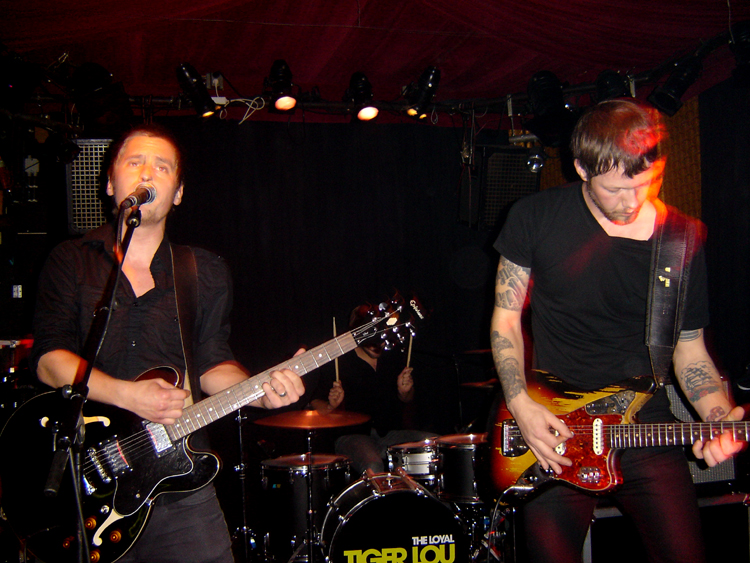
Rasmus Kellerman und Mathias Johansson bei einem Konzert

Tiger Lou (* 24. April 1980 in Nyköping als Karl Rasmus Kellerman) ist ein schwedischer Independent-Musiker.

## Biografie
1998 zog Kellerman nach Södermalm (Stockholm), wo er bis heute zusammen mit seiner Frau Andrea Kellerman wohnt, welche unter dem Künstlernamen Firefox AK ebenfalls musiziert. Gemeinsam nahmen sie die Single The Draft von ihrem Debüt Madame, Madame auf. Zuvor hatte der Schwede seine eigene Karriere gestartet und zunächst mehr Gewicht auf das Projekt Araki gelegt, mit dem er 2002 das Mini-Album Ikara veröffentlichte. Als sich der zugänglichere Sound von Tiger Lou vielversprechender entwickelte, arbeitete er verstärkt an Songs unter diesem Namen, der auf den Charakter Tiger Lu aus dem chinesischen Martial-Arts-Film Fong Sai-Yuk (1993) zurückgeht.
Bereits mit den ersten beiden Alben Is My Head Still On? (2004) und The Loyal (2005) sowie den diversen Single-Auskopplungen stellte sich der Erfolg ein. Nach dem Erscheinen des dritten Werks A Partial Print (2008) verkündete Kellerman im Juli 2009, dass er Tiger Lou vorerst auf Eis legen wolle, um sich anderen Dingen zu widmen. Dies sollte jedoch nicht als das Ende des Projekts gesehen werden, sondern eher als eine mehrjährige Pause. Im Mai 2010 veröffentlichte er ein ruhiger instrumentiertes Solo-Album, das den Titel The 24th trägt.
Im Herbst 2014 kündigte Kellerman ein neues Tiger Lou-Album und Tourdaten im Jahr 2015 an. Zudem wurde vorab der Song Homecoming#2 präsentiert. Der vierte Longplayer The Wound Dresser erschien letztlich 2016. Erneut legte Kellerman eine längere Pause ein und veröffentlichte neues Material erst im September 2023 auf dem fünften Album Acts. 

## Musik
Im Studio spielt Rasmus alle Instrumente selber ein. Seine Live-Band besteht aus Erik Welén (Bass), Pontus Levahn (Schlagzeug) und Mathias Johansson (Gitarre).

## Diskografie

### Alben
- Ikara (als ARAKI) (2002)
- Is My Head Still On? (2004)
- The Loyal (2005)
- A Partial Print (2008)
- The 24th (als Rasmus Kellerman) (2010)
- The Wound Dresser (2016)
- Trouble & Desire and B-Sides (2019)
- Acts (2023)

### Singles / EPs
- Second Time Around 7" (2001)
- Gone Drifting 7" (2003)
- Trouble and Desire EP (2003)
- Last Night They Had To Carry Me Home (2004)
- Oh Horatio (2004)
- Sell Out (2004)
- The War Between Us (2004)
- The Loyal (2005)
- Nixon (2006)
- Until I'm There (2006)
- Crushed By A Crowd (2008)
- California Hauling (2015)